# العلاقات الباربادوسية الغينية
العلاقات الباربادوسية الغينية هي العلاقات الثنائية التي تجمع بين باربادوس وغينيا.

## مقارنة بين البلدين
هذه مقارنة عامة ومرجعية للدولتين:
| وجه المقارنة                                              | باربادوس       | غينيا       |
| --------------------------------------------------------- | -------------- | ----------- |
| المساحة (كم2)                                             | 439            | 245.86 ألف  |
| عدد السكان (نسمة)                                         | 285.72 ألف     | 12.72 مليون |
| الكثافة السكانية (ن./كم²)                                 | 65.08 ألف      | 51.74       |
| العاصمة                                                   | بريدج تاون     | كوناكري     |
| اللغة الرسمية                                             | لغة إنجليزية   | لغة فرنسية  |
| العملة                                                    | دولار بربادوسي | فرنك غيني   |
| الناتج المحلي الإجمالي (بليون دولار)                      | 4.80 مليار     | 10.50 مليار |
| الناتج المحلي الإجمالي (تعادل القوة الشرائية) بليون دولار | 4.66 مليار     | 15.24 مليار |
| الناتج المحلي الإجمالي الاسمي للفرد دولار أمريكي          | 15.43 ألف      | 531         |
| الناتج المحلي الإجمالي للفرد دولار أمريكي                 | 16.06 ألف      | 1.22 ألف    |
| مؤشر التنمية البشرية                                      | 0.795          | 0.411       |
| رمز المكالمات الدولي                                      | +1246          | +224        |
| رمز الإنترنت                                              | .bb            | .gn         |
| المنطقة الزمنية                                           | 00             | 00          |

## منظمات دولية مشتركة
يشترك البلدان في عضوية مجموعة من المنظمات الدولية، منها:
| علم المنظمة | اسم المنظمة                                 | تاريخ انضمام باربادوس | تاريخ انضمام غينيا |
| ----------- | ------------------------------------------- | --------------------- | ------------------ |
|             | مؤسسة التنمية الدولية                       | 29 سبتمبر 1999        | 26 سبتمبر 1969     |
|             | يونسكو                                      | 24 أكتوبر 1968        | 2 فبراير 1960      |
|             | وكالة ضمان الاستثمار متعدد الأطراف          | 12 أبريل 1988         | 5 أكتوبر 1995      |
|             | الأمم المتحدة                               | 9 ديسمبر 1966         | 12 ديسمبر 1958     |
|             | مجموعة دول أفريقيا والكاريبي والمحيط الهادئ | ?                     | ?                  |
|             | الاتحاد البريدي العالمي                     | ?                     | ?                  |
|             | البنك الدولي للإنشاء والتعمير               | 12 سبتمبر 1974        | 28 سبتمبر 1963     |
|             | منظمة حظر الأسلحة الكيميائية                | ?                     | ?                  |
|             | مؤسسة التمويل الدولية                       | 25 يونيو 1980         | 22 أكتوبر 1982     |
|             | المركز الدولي لتسوية المنازعات الاستشارية   | 1 ديسمبر 1983         | 4 ديسمبر 1968      |
|             | منظمة التجارة العالمية                      | ?                     | 25 أكتوبر 1995     |
|             | منظمة الشرطة الجنائية الدولية               | ?                     | ?                  |

## وصلات خارجية
- موقع وزارة الخارجية الباربادوسية